# 日本列島プロレス連盟
日本列島プロレス連盟（にほんれっとうプロレスれんめい）は、日本のプロレス団体とプロレスプロモーションによる組織。

## 歴史
- 2013年3月11日、ベースボール・マガジン社で記者会見が行われて地域活性化を目指して日本全国からプロレス団体、プロレスプロモーションが名を連ねて人材派遣、情報交換などで協力を目的に発足[1]。

## 加盟している団体、プロモーション
| プロレス団体、プロレスプロモーション   | 都道府県       | 理事             | 加盟日付      |
| -------------------------------------- | -------------- | ---------------- | ------------- |
| 北都プロレス                           | 北海道         | 池田昌樹         | 2013年3月11日 |
| プロレスリングアライヴ                 | 岩手県         | 藤原秀旺         | 2013年3月11日 |
| プロレスリングアライヴ                 | 栃木県         | 末吉利啓         | 2013年3月11日 |
| マーブル☆プロジェクト                  | 東京都         | デューク佐渡     | 2013年3月11日 |
| 東京多摩ルチャス                       | 東京都多摩市   | 勇者アモン       | 2013年3月11日 |
| シアタープロレス花鳥風月               | 東京都北区     | 本間朋晃         | 2013年3月11日 |
| ごじゃっぺプロレス                     | 茨城県         | 吉田充宏         | 2013年3月11日 |
| 山梨プロレス                           | 山梨県         | 今村正彦         | 2013年3月11日 |
| 信州プロレスリング                     | 長野県         | グレート☆無茶    | 2013年3月11日 |
| 新潟プロレス                           | 新潟県         | シマ重野         | 2013年3月11日 |
| プロレスリング侍志團                   | 愛知県         | 刃駈             | 2013年3月11日 |
| 沼津プロレス                           | 静岡県         | 高橋裕一郎       | 2013年3月11日 |
| ダブプロレス                           | 広島県         | グンソ           | 2013年3月11日 |
| プロレスリングタフス                   | 福岡県         | アズールドラゴン | 2013年3月11日 |
| 北九プロレスZ                          | 福岡県北九州市 | KAZE             | 2013年3月11日 |
| 佐賀プロレス                           | 佐賀県         | サガン虎         | 2013年3月11日 |
| プロレスリング求道軍                   | 熊本県         | 幸村ケンシロウ   | 2013年3月11日 |
| プロレスリングFTO                      | 大分県         | xXXx             | 2013年3月11日 |
| TEAM GAMILOCK                          | 鹿児島県       | 山上康弘         | 2013年3月11日 |
| 上州プロレス                           | 群馬県         | 茂木正淑         | 2013年3月23日 |
| プロフェッショナルレスリング・ワラビー | 埼玉県         | 矢野啓太         | 2013年3月25日 |
| 道頓堀プロレス                         | 大阪           | 空牙             | 2013年9月7日  |

## 代表理事
- 富豪富豪夢路（初代）
- 空牙（第2代）
- グンソ（第3代）